# Göran Hultin
Göran Herman Hultin (ur. 15 maja 1897, zm. 12 września 1949) – szwedzki lekkoatleta.

## Kariera
Na Letnich Igrzyskach Olimpijskich 1920 wystąpił w konkursie biegu na 110 m przez płotki, w ramach którego odpadł w półfinale zmagań.